# Place forte de Campo Maior
La place forte de Campo Maior est une fortification militaire médiévale situé dans la freguesia de São João Batista (pt), sur le territoire de la municipalité de Campo Maior (district de Portalegre, Portugal),.
Elle est classée Monument national depuis 1911.

## Historique
La première occupation humaine du site se perd dans la préhistoire. On pense qu'il a été successivement habité par des peuples celtes, romains et musulmans, avant d'être reconquis par les forces chrétiennes du royaume de León au XIIIe siècle, après 1230. La première charte de Campo Maior remonte à 1260, accordée par l'évêque de Badajoz. Construit au sommet de la colline de Santa Vitória pour défendre la frontière de l'Alentejo, du haut de ses tours, on peut apercevoir les villes voisines de Badajoz et d'Elvas. 

### Le château médiéval
À l'époque du roi Denis Ier (1279-1325), le traité d'Alcañices (1297) détermina que la ville appartenait aux domaines portugais, ce souverain lui accordant une charte (l'élevant au rang de ville) et reconstruisant son château médiéval.
Plus tard, le roi Jean II (1481-1495) étendit ses défenses, enfermant toute la ville dans une enceinte fortifiée.

### La forteresse moderne
Dans le contexte de la Guerre de Restauration de l'Indépendance Portugaise, compte tenu de la nécessité de moderniser ses défenses, le remodelage de sa fortification fut conçu par l'ingénieur en chef des fortifications de l'Alentejo, l'ingénieur français Nicolas de Langres, qui la transforma en une véritable place forte (1644).
Durant la guerre de Succession d'Espagne (1702-1713), elle résista sans défaite à un siège de trente-six jours imposé par les troupes espagnoles sous le commandement du marquis de Bay (1712). Des tirs d'artilleries lui infligèrent de graves dommages. En 1732, une nouvelle tragédie se produisit : la foudre s'abattit sur l'ancien donjon, utilisé comme poudrière, provoquant l'explosion des munitions qui y étaient stockées, déclenchant un violent incendie qui fit quelque 1 300 morts et blessés, détruisant la structure et consumant plus de la moitié des maisons de la ville.
La place forte a été restaurée sous le règne du roi Jean V (1705-1750), avec des travaux réalisés par l'ingénieur militaire Manuel de Azevedo Fortes (pt), qui a transformé le complexe en ruine en une forteresse plus petite mais plus fonctionnelle.
Durant la guerre d'indépendance espagnole, la place tomba avec les honneurs militaires après dix-huit jours de siège espagnol lors de la guerre des Oranges (1801). Un nouveau siège de treize jours aboutit à une nouvelle capitulation avec les honneurs militaires, cette fois devant les troupes de Napoléon (1811), reprise quatre jours plus tard par les troupes luso-anglaises sous le commandement de William Carr Beresford. 

## Actuellement
Entre les années 1940 et 1980, la Direction générale des bâtiments et monuments nationaux (DGEMN) a mené plusieurs campagnes de nettoyage, de consolidation et de restauration, et l'IPPAR a fait de même dans les années 1990, avec des ressources de la DRE.
Actuellement, des fortifications de campagne du XVIe siècle, il reste des bastions, des portes et des demi-lunes. Le complexe fortifié, permettant le tir de surface, présente une disposition décagonale irrégulière. Bien que certaines sections des remparts aient disparu, une douzaine de bastions encore visibles, complétaient les défenses. La défense est complétée par unfossé et une contrescarpe sur une grande partie de sa longueur. Les anciens bâtiments militaires sont désormais occupés par des civils, conservant leurs caractéristiques d'origine (entrepôts, casernes, écuries, etc.).